# Болівія на літніх Олімпійських іграх 2016
Болівія на літніх Олімпійських іграх 2016 була представлена 12 спортсменами в 5 видах спорту. Жодної медалі олімпійці Болівії не завоювали.

## Спортсмени
| Дисципліна     | Чоловіки | Жінки | Разом |
| -------------- | -------- | ----- | ----- |
| Легка атлетика | 2        | 4     | 6     |
| Велоспорт      | 1        | 0     | 1     |
| Дзюдо          | 1        | 0     | 1     |
| Стрільба       | 1        | 1     | 2     |
| Плавання       | 1        | 1     | 2     |
| Разом          | 6        | 6     | 12    |

## Легка атлетика
Легенда
- Note – для трекових дисциплін місце вказане лише для забігу, в якому взяв участь спортсмен
- Q = пройшов у наступне коло напряму
- q = пройшов у наступне коло за добором (для трекових дисциплін - найшвидші часи серед тих, хто не пройшов напряму; для технічних дисциплін - увійшов до визначеної кількості фіналістів за місцем якщо напряму пройшло менше спортсменів, ніж визначена кількість)
- NR = Національний рекорд
- N/A = Коло відсутнє у цій дисципліні
- Bye = спортсменові не потрібно змагатися у цьому колі

Трекові і шосейні дисципліни
| Спортсмен              | Дисципліна                                   | Фінал     | Фінал |
| Спортсмен              | Дисципліна                                   | Результат | Місце |
| ---------------------- | -------------------------------------------- | --------- | ----- |
| Рональд Кіспе          | спортивна ходьба на 50 кілометрів (чоловіки) | 4:02:00   | 30    |
| Марко Антоніо Родрігес | спортивна ходьба на 20 кілометрів (чоловіки) | 1:25:11   | 45    |
| Анхела Кастро          | спортивна ходьба на 20 кілометрів (жінки)    | 1:32:54   | 18    |
| Венді Корнехо          | спортивна ходьба на 20 кілометрів (жінки)    | 1:35:17   | 31    |
| Stefany Coronado       | спортивна ходьба на 20 кілометрів (жінки)    | 1:37:56   | 43    |
| Розмарі Кіспе          | марафонський біг (жінки)                     | 2:58:32   | 117   |

## Велоспорт

### Шосе
| Спортсмен   | Дисципліна                       | Час          | Місце        |
| ----------- | -------------------------------- | ------------ | ------------ |
| Оскар Соліс | Групова шосейна гонка (чоловіки) | Не фінішував | Не фінішував |

## Дзюдо
| Спортсмен     | Категорія           | 1/32 фіналу              | 1/16 фіналу        | 1/8 фіналу         | Чвертьфінали       | Півфінали          | Втішний поєдинок   | Фінал / БМ         | Фінал / БМ      |
| Спортсмен     | Категорія           | Суперник Результат       | Суперник Результат | Суперник Результат | Суперник Результат | Суперник Результат | Суперник Результат | Суперник Результат | Місце           |
| ------------- | ------------------- | ------------------------ | ------------------ | ------------------ | ------------------ | ------------------ | ------------------ | ------------------ | --------------- |
| Мартін Мітчел | до 90 кг (чоловіки) | Гонсалес (CUB) L 000–110 | Завершив виступ    | Завершив виступ    | Завершив виступ    | Завершив виступ    | Завершив виступ    | Завершив виступ    | Завершив виступ |

## Стрільба
| Спортсмен           | Дисципліна                               | Кваліфікація | Кваліфікація | Фінал            | Фінал            |
| Спортсмен           | Дисципліна                               | Очки         | Місце        | Очки             | Місце            |
| ------------------- | ---------------------------------------- | ------------ | ------------ | ---------------- | ---------------- |
| Рудольф Кніхненбург | пістолет, 50 метрів (чоловіки)           | 522          | 41           | Завершив виступ  | Завершив виступ  |
| Каріна Гарсія       | пневматична гвинтівка, 10 метрів (жінки) | 405.6        | 44           | Завершила виступ | Завершила виступ |

Пояснення до кваліфікації: Q = Пройшов у наступне коло; q = Кваліфікувався щоб змагатись у поєдинку за бронзову медаль

## Плавання
| Спортсмен                | Дисципліна                          | Попередній заплив | Попередній заплив | Півфінал         | Півфінал         | Фінал            | Фінал            |
| Спортсмен                | Дисципліна                          | Час               | Місце             | Час              | Місце            | Час              | Місце            |
| ------------------------ | ----------------------------------- | ----------------- | ----------------- | ---------------- | ---------------- | ---------------- | ---------------- |
| Хосе Альберто Кінтанілья | 50 метрів вільним стилем (чоловіки) | 23.35             | 46                | Завершив виступ  | Завершив виступ  | Завершив виступ  | Завершив виступ  |
| Карен Торрес             | 50 метрів вільним стилем (жінки)    | 26.12             | 46                | Завершила виступ | Завершила виступ | Завершила виступ | Завершила виступ |